# Carlos Lehder
Carlos Lehder Rivas (Armenia (Quindío), 7 september 1949) is medeoprichter van het Medellínkartel en een belangrijke schakel daarin.
Hij is geboren uit een Colombiaanse moeder en Duitse vader. Nadat zijn ouders waren gescheiden, verhuisde hij op zijn vijftiende met zijn moeder naar New York. Lehder kocht het eiland Norman's Cay gelegen in het zuiden van de Bahama's op ongeveer 350 kilometer van de kust van Florida en groeide daardoor uit tot de belangrijkste schakel in het cocaïne-transport. Met kleine vliegtuigjes werden de drugs via de Bahama's naar de VS gebracht. 
Hij werd gearresteerd op 4 februari 1987 door Colombiaanse soldaten. Zijn arrestatie gold destijds als het grootste succes tot dan toe in de strijd tegen de drugshandel in Colombia.
Ruim een jaar later werd hij door een rechtbank in de Amerikaanse staat Florida voor de rest van zijn leven achter de tralies gezet. Lehder werd veroordeeld tot levenslange celstraf plus 135 jaar zonder de mogelijkheid om op borgtocht vrij te komen. Door zijn getuigenis tegen de Panamese generaal Manuel Noriega gebeurde dat echter toch. Op 16 Juni 2020 is Carlos vrijgelaten en uitgezet naar Duitsland. Hij is op dit moment een Duits staatsburger en heeft getuigenbescherming. Volgens de Amerikaanse drugsbestrijding was het Medellin-kartel van Lehder verantwoordelijk voor 80 percent van de cocaïnesmokkel naar de Verenigde Staten. Toen hij op 28 maart 2025 via Amsterdam naar Colombia vloog, werd hij bij aankomst op de luchthaven van Bogotá direct gearresteerd. Drie dagen later werd hij vrijgelaten omdat z'n veroordeling uit 1995 verjaard is.
In zijn dorp in Colombia heeft hij een standbeeld van John Lennon laten maken. Naast Lennon idoleerde hij tevens Adolf Hitler.
In Blow (2001) is het personage Diego Delgado gebaseerd op Carlos Lehder.